# وادیا
وادیا (به لاتین: Wadiya) یک منطقهٔ مسکونی در سری‌لانکا است که در استان جنوبی (سری‌لانکا) واقع شده‌است.